# Sebastián Marroche
Sebastián Marroche – piłkarz urugwajski, pomocnik.
Jako piłkarz klubu Reformers Montevideo wziął udział w turnieju Copa América 1920, gdzie Urugwaj zdobył mistrzostwo Ameryki Południowej. Nie zagrał w żadnym meczu.
Jako piłkarz klubu Club Nacional de Football wziął udział w turnieju Copa América 1921, gdzie Urugwaj zajął trzecie miejsce. Marroche zagrał tylko w przegranym 1:2 meczu z Paragwajem.